# Platylabus calidus
Platylabus calidus är en stekelart som beskrevs av Berthoumieu 1904. Platylabus calidus ingår i släktet Platylabus och familjen brokparasitsteklar. Inga underarter finns listade i Catalogue of Life.